# Plutodes subcaudata
Plutodes subcaudata là một loài bướm đêm trong họ Geometridae.